# The Wild (jeu vidéo)
The Wild est un jeu vidéo de plates-formes développé par Climax Studios et édité par Buena Vista Games, sorti en 2006 sur Game Boy Advance. Il est adapté du long métrage d'animation de Walt Disney Pictures The Wild.